# Esther Malling Pedersen
Esther Marie Vilhelmsdatter Malling Pedersen, född Malling 11 mars 1885 i Hejlskov prästgård, död 7 april 1968 i Odders socken, var en dansk redaktör, författarinna och politiker för partiet Venstre. Hon var Landstingsledamot 1936–1953.

## Biografi
Esther Malling Pedersen växte upp på en prästgård utanför Hejlskov där fadern Jens Vilhelm Malling verkade som präst. Han skrev också pjäser och liksom sin broder Harald Malling hyste hon ett stort intresse för teater och hon önskade att bli skådespelerska. Efter att ha avlagt en allmän förberedelsexamen valde hon att gå i lära som journalist vid Odder Dagblad 1902. Därefter kom hon arbeta för både Grenaa Folketidende (1907–1908) och Aarhus Amtstidende (1908). Hon återvände sedan till Hejlskov och blev där gift med snickaren Thue Pedersen 1910, med vilken hon fick tre barn. Hon återupptog senare sitt arbete som journalist och hon var från 1917 till 1943 redaktör för Aarhus Amtstidendes lokala avdelning i Odder samt ledare för dess filialkontor där. 
Vid sidan om sitt arbete som journalist engagerade hon sig politiskt i det borgerliga partiet Venstre. Från 1929 var hon partiets kandidat till Rigsdagen i Odders valkrets. Hon var lokalt och regionalt redan en framträdande person inom partiet då hon var styrelseledamot av Venstres avdelning i Odder, styrelseledamot av Venstres Organisation i Aarhus (sekreterare och kassör) samt styrelseledamot av Det jydske Venstre (1932–1953). Hon blev vald till Rigsdagens första kammare, Landstinget, 1936.
Då justitieminister Karl Kristian Steinckes, för den tiden, kontroversiella förslag om att utöka möjligheterna för kvinnor att genomgå abort sändes till behandling i utskotten blev Esther Malling Pedersen utsedd till Venstres ordförande i frågan. Förslaget, som innebar att abort skulle kunna genomföras lagligt då graviditeten utsatte kvinnans hälsa för allvarliga risker samt om födseln innebar en allvarlig social belastning, hade avvisats av Venstre i Folketinget med Inger Gautier Schmit i spetsen på grund av den senare punkten. Pedersen bröt inte med denna linje men hyste på det personliga planet en mera öppen syn i frågan. Hon deltog även i behandlingen av 1947 års lag om friskolor och var partiets ordförande vid behandlingarna av flera enskilda socialpolitiska frågor, däribland om mödrahjälpen. Hon satt också i den danska riksdagens riksrätt 1951–1953. Hon var landstingsledamot fram till 1953, då Landstinget upphävdes genom en grundlagsreform.

## Övriga förtroendeposter
- Styrelseledamot av Dansk Kvindesamfund i Odder[2]
- Styrelseledamot av Hads Herreds Sønderjydske Samfund (1921–1934)[2]
- Presidiemedlem av Danske Kvinders Samfundstjeneste (fr.o.m. 1940)[2]
- Presidiemedlem av Rädda Barnen i Danmark (1945–1947)[2]
- Styrelseledamot av församlingsskolan Liselund (fr.o.m. 1945)[2]